# مسجد جامع خنج
مسجد جامع خنج مجموعه‌ای از معماری و آثار تاریخی متعلق به سدهٔ هشتم هجری است. گفته می‌شود مسجد جامع قدیم خنج مانند مسجد عتیق شیراز بوده‌است.